# Velika Goba
Velika Goba je naselje v Občini Litija.

## Cerkev
Dominanto naselja predstavlja krajevna cerkev, posvečena svetemu Mihaelu, ki spada pod župnijo Dole. Zgrajena je bila v 18. stoletju.